# VanGO

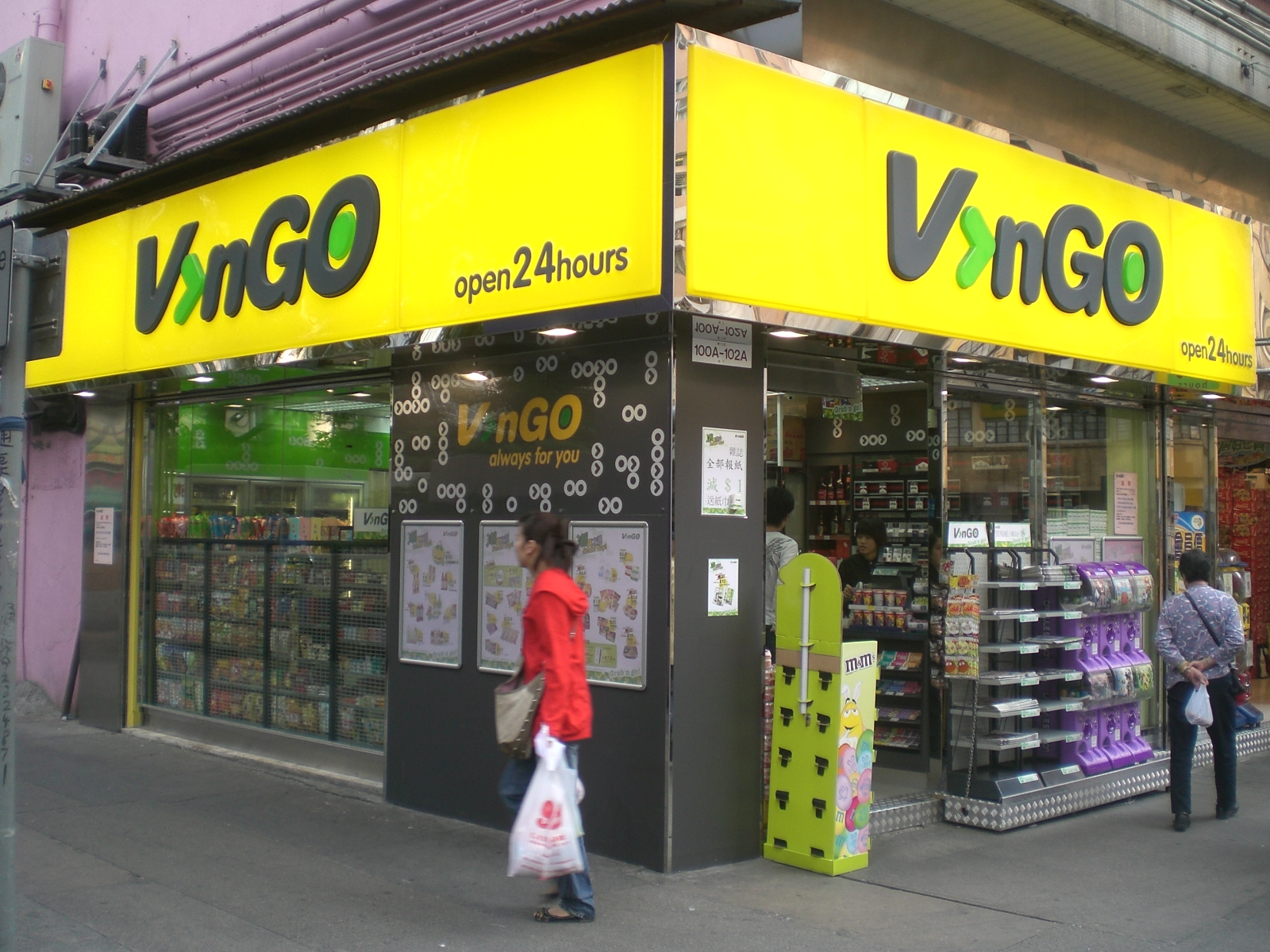
VanGO便利店

VanGO便利店是華潤萬家有限公司旗下的24小時營業便利店品牌，以風格簡潔時尚為特色，主要針對中低端客戶市場。其店面面積介乎30至120平方米，出售約3,000種商品，以即時消費、小容量及應急性為主。

## 历史
VanGO於2007年成立，門店遍佈港九新界，自2013年母公司華潤萬家收購Tesco中國業務後，翌年隨即重組業務，VanGO便利店業務不斷收縮由近八十間分店，縮至現四十五間。
截至2021年，VanGO便利店有59間分店，是香港第三多便利店，僅次於7-Eleven和OK便利店，於香港以外的分店則開設在母公司的物業內，如深圳萬象城或南山的歡樂頌。

## 外部連結
- VanGO便利店的Facebook專頁